# Matka (kaňon)

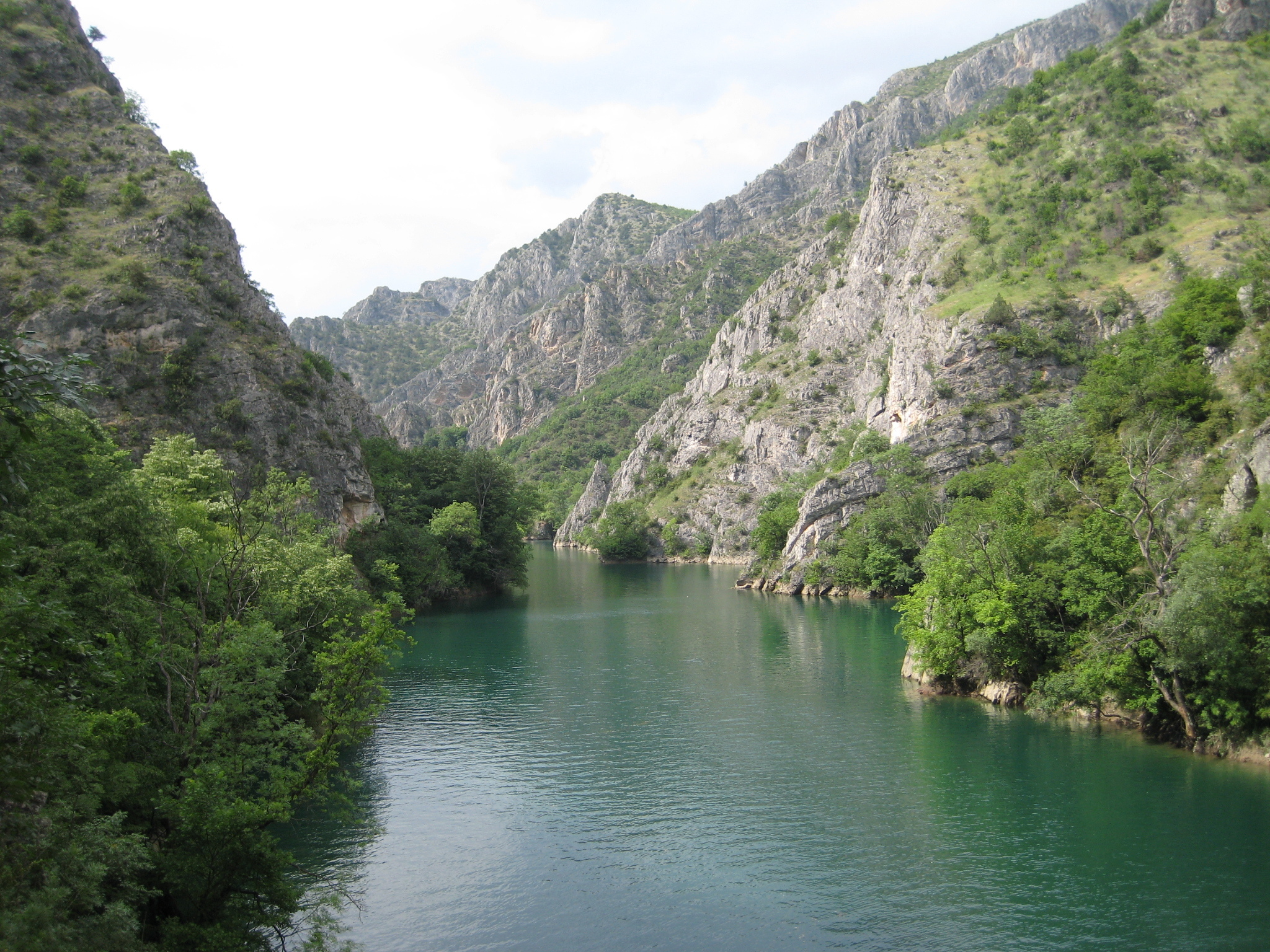
Kaňon Matka

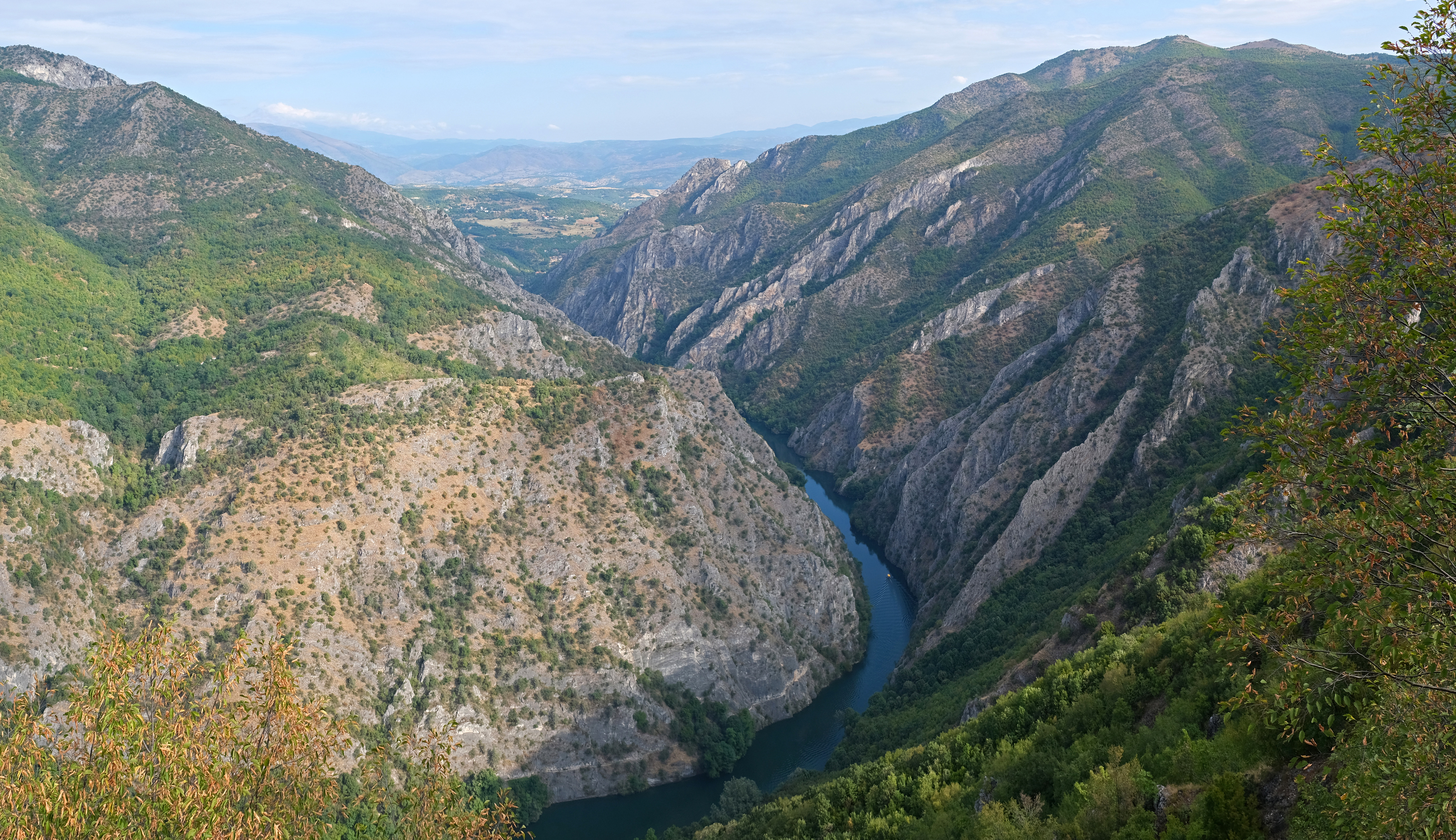
Pohled z ptačí perspektivy.

Kaňon Matka (v makedonské cyrilici Матка) se nachází v severozápadní části Severní Makedonie. Vyhloubila jej řeka Treska, pravý přítok Vardaru. Kaňon zabírá plochu okolo 5000 ha a nachází se 17 km jihozápadně od severomakedonské metropole Skopje. Je dlouhý cca 30 km.
Kaňon je vyhlouben v krasovém podloží. Ústí do něj řada jeskynních systémů, které mají délku od dvaceti po 176 m. umělé jezero, které kaňon zaplavilo, má hloubku 35 m a je nejstarší na území Severní Makedonie. Od svého jižního až po severní konec kaňon překonává výškový rozdíl 1400 m n. m.
Oblast kaňonu představovala při závěru poslední doby ledové jedno z posledních útočišť tehdejší fauny i flóry, což se projevuje i dnes výskytem jiných druhů rostlin a živočichů, než v okolí. Od celkového 1000 druhů rostlin, které se v kaňonu a jeho okolí nacházejí, je 20 % endemických. Mezi ně patří např. Viola kosaninii nebo Ramonda nathaliae (třetihorní relikty). V lokalitě kaňonu byly nalezeny také dva endemické druhy pavouků a pět druhů štírků. Bylo zde zaznamenáno na 119 druhů denních a 140 druhů nočních motýlů.  
V rámci kaňonu se nachází speleologický park "Jovica Grozdanovski", který se nachází v místě tragicky zahynulého alpinisty. Park tvoří celkem tři nezatopené jeskyně (Vrelo, Ubava a Krštana) a jedna podvodní (Podvrelo).
Stěny kaňonu jsou velmi těžce přístupné. Během dob existence Osmanské říše zde byly zbudovány různé pravoslavné kláštery (monastýry) a další církevní objekty. Většina z nich se do dnešních dob dochovala, ačkoliv z některých zůstaly pouze obvodové zdi.
Vzhledem k značné blízkosti k severomakedonské metropoli Skopje je kaňon často navštěvován turisty a na jezeře se pořádají turistické plavby.